# Marchese Townshend

Stemma dei Marchesi Townshend

Marchese Townshend è un titolo nel Pari della Gran Bretagna detenuto dalla famiglia Townshend di Raynham Hall, nel Norfolk. Questa famiglia discende da Roger Townshend, che nel 1617 è stato creato baronetto di Raynham, nella contea di Norfolk. In seguito ha rappresentò Orford e Norfolk nella Camera dei Comuni. Il figlio più giovane, il terzo Baronetto (succeduto al fratello maggiore), ha svolto un ruolo importante nella restaurazione della monarchia dopo la guerra civile ed è stato anche membro del Parlamento per Norfolk. Nel 1661 fu creato barone Townshend e, nel 1682, Visconte Townshend.
Gli succedette il figlio, il secondo visconte. Era uno statista di primo piano e servì come Segretario di Stato per il Dipartimento del Nord (1714-1716 e 1721-1730). Lord Townshend è anche ricordato per le riforme agricole. Suo figlio maggiore, il terzo visconte, rappresentò brevemente Great Yarmouth nella Camera dei Comuni e fu Lord Luogotenente di Norfolk.
Gli succedette suo figlio maggiore, il quarto visconte. Egli ricoprì la carica di maresciallo di campo nell'esercito, servì come Lord Luogotenente d'Irlanda e come Master-General of the Ordnance. Nel 1787 fu creato Marchese Townshend nel Pari della Gran Bretagna. Gli succedette suo figlio maggiore, il secondo marchese. Nel 1784, fu creato conte di Leicester. La sua scelta per il titolo deriva dalla sua discendenza da Lady Lucy Sidney, figlia di Robert Sidney, II conte di Leicester (un titolo che si era estinto nel 1743). Lord Townshend successivamente ricoprì la carica di Master of the Mint e come Lord Steward of the Household.
Suo figlio, il terzo marchese, non aveva figli. Alla sua morte, nel 1855 la contea di Leicester si estinse, mentre le baronie di Ferrers, di Chartley e Compton caddero in sospeso. Gli succedette negli altri titoli un suo cugino di primo grado, il quarto marchese. Era il figlio di Lord John Townshend, secondo figlio del primo marchese. Suo figlio, il quinto marchese, rappresentò Tamworth in Parlamento. A partire dal 2013 i titoli sono detenuti dal pronipote di quest'ultimo, l'ottavo marchese, succeduto al padre nel mese di aprile 2010.
La residenza ufficiale Raynham Hall, Fakenham, Norfolk.

## Baronetti Townshend (1617)
- Sir Roger Townshend, I Baronetto (1596-1637)
- Sir Roger Townshend, II baronetto (1628-1648)
- Sir Horatio Townshend, III Baronetto (1630-1687) (creato barone Townshend nel 1661 e visconte Townshend nel 1682)

## Visconti Townshend (1682)
- Horatio Townshend, I visconte Townshend (1630-1687)
- Charles Townshend, II visconte Townshend (1674-1738)
- Charles Townshend, III visconte Townshend (1700-1764)
- George Townshend, IV visconte Townshend (1724-1807) (creato marchese Townshend nel 1787)

## Marchesi Townshend (1787)
- George Townshend, I marchese Townshend (1724-1807)
- George Townshend, II marchese Townshend (1753-1811)
- George Townshend, III marchese Townshend (1778-1855)
- John Townshend, IV marchese Townshend (1798-1863)
- John Townshend, V marchese Townshend (1831-1899)
- John Townshend, VI marchese Townshend (1866-1921)
- George Townshend, VII marchese Townshend (1916-2010)
- Charles Townshend, VIII marchese Townshend (1945)

L'erede apparente è il figlio dell'attuale marchese, Thomas Charles Townshend, visconte Raynham (1977).